# Peter Köstler

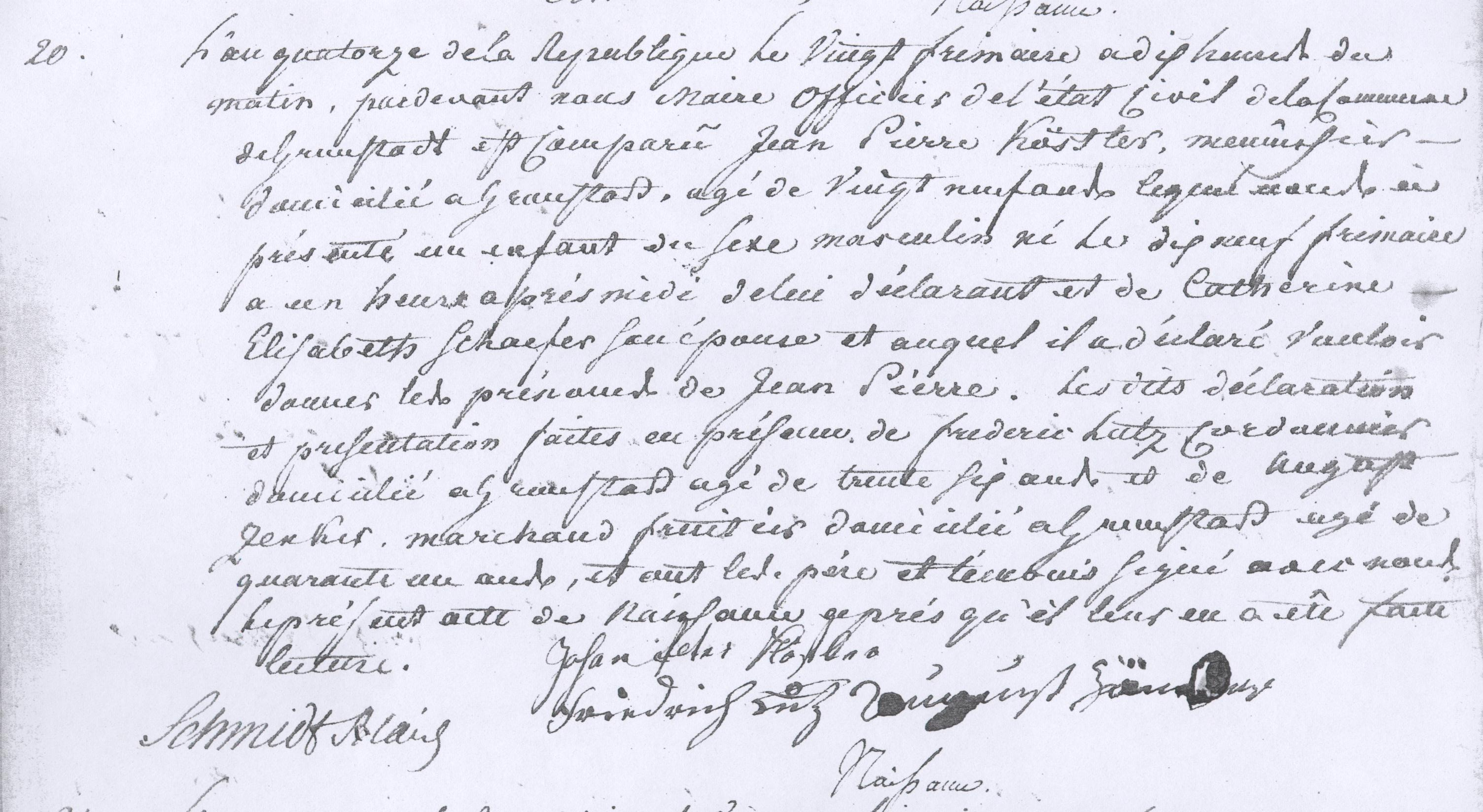
Geburtsurkunde von Domkapitular Peter Köstler, abgefasst in Französisch und datiert nach dem Revolutionskalender, Geburtenbuch Standesamt Grünstadt.

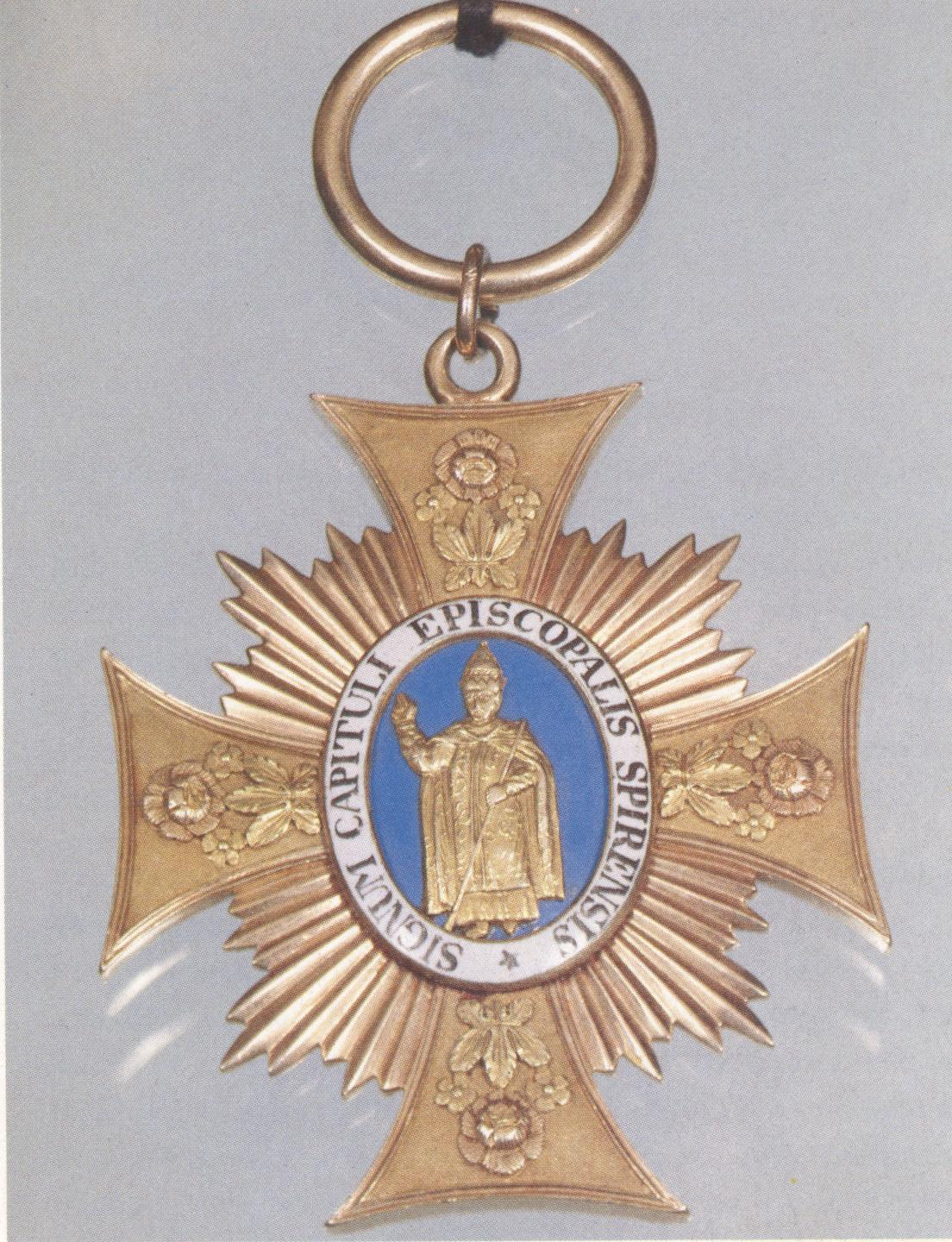
Kreuz der Speyerer Domkapitulare, 1822, wie es auch Peter Köstler als Zeichen seiner Domherrenwürde trug.

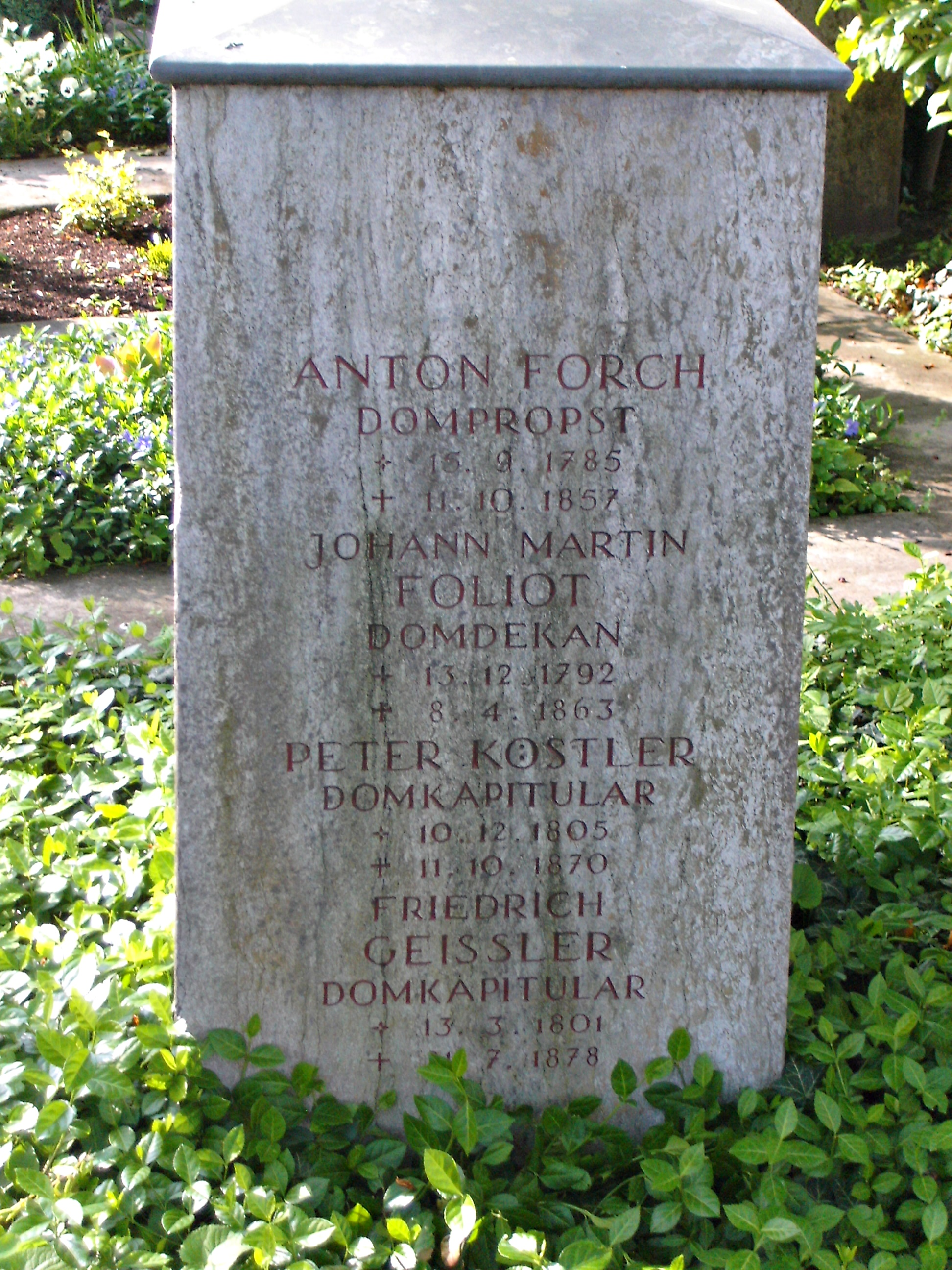
Speyer Domkapitelsfriedhof, Grabstele für die frühen Domherren, darauf auch Gedenkinschrift für Peter Köstler

Peter Köstler (Taufname Johann Peter), (* 10. Dezember 1805 in Grünstadt; † 11. Oktober 1870 in Speyer) war ein katholischer Priester, Domvikar, Geistlicher Rat, Inspektor (Direktor) des katholischen Schullehrerseminars, Regens des Priesterseminars, Domkapitular, sowie Dompfarrer in Speyer; Mitbegründer und erster Superior der Armen Schulschwestern vom Hl. Dominikus in der Diözese Speyer.

## Leben
Peter Köstler ist am 10. Dezember 1805 in Grünstadt als Sohn des Tischlers Johann Peter Köstler und dessen Ehefrau Katharina Elisabeth geb. Schäfer geboren. Zu jener Zeit gehörte Grünstadt zum französischen Département du Mont-Tonnerre mit Departementssitz in Mainz. Peter Köstler wurde daher als Franzose geboren. Er besuchte das Progymnasium Grünstadt, dann das Gymnasium in Speyer, wo er in Latein, Mathematik, Physik, Geschichte und Französisch „vorzügliche Erfolge erzielte“. Danach studierte er in Würzburg und erhielt am 28. August 1830 zu Speyer die Priesterweihe. Im gleichen Jahr trat Köstler seine erste Kaplansstelle in Landau an, von 1831 bis 1835 amtierte er als Administrator dann als Pfarrer von Mörzheim, am 19. Januar 1835 wurde er von Bischof Johann Martin Manl zum Domvikar (bischöflicher Sekretär) in Speyer berufen.
1839 trennte man das gemischtkonfessionelle Pfälzer Schullehrerseminar in zwei konfessionell eigenständige, da es besonders im Bereich der Geschichtsdarstellung immer wieder zu weltanschaulichen Kontroversen kam. Zunächst blieb die katholische Abteilung noch am alten Platz in Kaiserslautern, schon bald siedelte sie jedoch nach Speyer um. Ab der Schaffung des eigenständigen katholischen Schullehrerseminars wurde Peter Köstler dessen erster Inspektor (Direktor), zunächst noch in Kaiserslautern, ab 4. November 1839 in Speyer. Der spätere Speyerer Bischof Konrad Reither war sein Stellvertreter, dann Nachfolger in der Leitung der Schullehreranstalt. Gleichzeitig unterrichtete Köstler Religion an der Speyerer Lateinschule.
1845–1855 wirkte Peter Köstler als Regens (Leiter) des diözesanen Priesterseminars, am 21. März 1855 avancierte er auf mehrfachen Vorschlag von Bischof Nikolaus von Weis zum Domkapitular der Diözese Speyer. Die Ernennung erfolgte durch König Maximilian II. von Bayern. Von 1855 bis 1868 amtierte Peter Köstler zusätzlich als Dompfarrer von Speyer, in der Nachfolge des zum Dompropst erhobenen Anton Forch.

Domkapitular Köstler starb am 11. Oktober 1870, frühmorgens gegen 8 Uhr und wurde am 13. Oktober, nachmittags 3 Uhr zu Grabe getragen. Die Diözesanzeitung „Der Pilger“ (Nr. 43 von 1870) brachte einen ehrenden Nachruf und berichtete später auch über die Beerdigung. Es heißt dort:

„Trotz der stürmischen Witterung war die Theilnahme an der Beerdigungsfeier von Seiten der hiesigen Bürgerschaft eine sehr zahlreiche. Auch die Beamten hiesiger Stadt mit dem Regierungspräsidenten von Pfeufer an der Spitze, sowie der hochwürdigste Herr Bischof mit dem Domcapitel, erwiesen dem Verlebten die letzte Ehre. Ebenso war die auswärtige Geistlichkeit ... zahlreich vertreten. Der Leichenzug war ein überaus großer und rührender, denn alle Schulkinder der hiesigen Knaben- und Mädchenschulen, die Schulschwestern, deren Mitbegründer und seitheriger oberster Leiter der Verblichene war, schritten trauernd dem Sarge voran; am Grabe aber sangen die Lehrer ihrem unvergesslichen Inspektor zu Ehren, einen herrlichen, mehrstimmigen, lateinischen Grabgesang. ... Der Verlebte war vielen mehr als ein Vater.“

Nachfolger Köstlers als Domkapitular wurde am 26. November 1870 Philipp Dohm.
Bei Auflösung der alten Domherrengruft wurden die Gebeine Köstlers auf den neu angelegten Domherrenfriedhof bei der St. Bernhardskirche umgebettet. Dort weist heute eine moderne Stele auf die ältesten dort ruhenden Domherren hin, auf der auch Peter Köstler benamt ist.

## Besonderes aus seinem Wirken
Domkapitular Köstler war Inhaber des Ritterkreuzes 1. Klasse des bayerischen Verdienstordens vom Hl. Michael. Historisch sehr interessiert, publizierte er das Buch: „Erzählungen aus der Bayerischen Geschichte mit besonderer Berücksichtigung der Pfalz“, außerdem einen „Leitfaden über die Schulerziehung“.
Der spätere Anstaltsleiter des Lehrerseminars, Ludwig Eid, schrieb 1911, Köstler sei „ein Mann der Arbeitsfreudigkeit und des Opfersinns“ gewesen; Fritz Steegmüller konstatiert in seinem Werk „Geschichte der Lehrerbildungsanstalt Speyer“: „Eine spezielle Vorbildung für seine neue Aufgabe als Lehrerbildner hatte Köstler nicht erfahren. Er verfügte aber über ausgezeichnete menschliche Qualitäten....“.
Im Nachruf von Köstlers ehemaligem Domkaplan, dem späteren Domkapitular Peter Schwarz heißt es, über dessen Leben habe eine wohltuende, abgeklärte Ruhe und Bescheidenheit gelegen, die man früher auch als „Modestia“ bezeichnete. Dieser Wesenszug lasse als Vorbild seinen früheren Vorgesetzten Peter Köstler erkennen. (Nachruf Domkapitular Peter Schwarz, Oberhirtliches Verordnungsblatt Speyer, Nr. 14, vom 1. Juli 1911)

Der Nachruf im Speyerer Diözesanschematismus, 1873, nennt ihn auch „...den Superior des Dominikanerinnen-Klosters und Gründer und Leiter des mit ihm verbundenen Instituts der Armen Schulschwestern .“ Franz Xaver Remling schreibt über die Einführung der Schulschwestern in der Diözese (Nikolaus von Weis, Band 1, Seite 252):

„Die eifrige Priorin der Dominikanerinnen bot mit dem Beichtvater derselben, dem damaligen Regens des Klerikalseminars, Peter Köstler, gern die Hand zu dem verdienstvollen, wichtigen Vorhaben. Beide übernahmen in Opferwilligkeit die nicht geringe Aufgabe, die sich anmeldenden geeigneten Candidatinnen für das Schulfach gehörig zu bilden, dieselben klösterlich zu erziehen und der neuen Anstalt eine solche Einrichtung zu geben, daß die Schwestern fortwährend in einer klösterlichen Verbindung  erhalten werden, welche die bei ihrem auswärtigen Wirkungskreise so unerlässliche Disciplin stützt und pflegt.“

Auch das Werk „Die Orden und Kongregationen der Katholischen Kirche“, Band 2, 1907, von Joseph Heimbucher, nennt Peter Köstler neben Bischof Nikolaus von Weis als Gründer der "Armen Schulschwestern" von Speyer.
Als Papst Pius IX., 1849, im Vorfeld der Verkündigung des Dogmas von der Unbefleckten Empfängnis Mariens, Anfragen an die einzelnen Bischöfe und Domkapitel der Weltkirche richtete, war Peter Köstler – außer Bischof Nikolaus von Weis – der einzige Speyerer Domherr der sich für die Verkündigung des Dogmas aussprach. Alle anderen schlossen sich der ablehnenden Haltung von Domkapitular Bruno Würschmitt an, der eine dogmatische Entscheidung in diesem Punkt als „weder notwendig noch geraten“ einstufte. Nach der feierlichen Verkündung des Dogmas, am 8. Dezember 1854, wurde Peter Köstler die Ehre zuteil, am 4. Februar 1855, im Dom zu Speyer, in einer abendlichen Feierstunde mit „Te deum“, die Erstlingspredigt über den neuen Glaubenssatz zu halten, die er unter das Motto stellte: „Wie das Geheimnis der unbefleckten Empfängnis Mariä ganz geeignet ist, die Welt zum Glauben zu rufen und die Tugend zu ermuntern“ (Franz Xaver Remling: „Nikolaus von Weis“, Band 1, Seite 128, Ludwig Stamer, „Kirchengeschichte der Pfalz“, Band IV, Seite 236).
Peter Köstler gehörte 1849 mit Wilhelm Molitor und dem Seligen Paul Josef Nardini zu den Initiatoren der Piusvereine in der Diözese. Diese, nach dem damaligen Papst Pius IX. benannten Vereine untersuchten die durch das Paulskirchenparlament neu gewährten Rechte, setzten sie zum Nutzen der Kirche um und wachten über deren Einhaltung. Sie waren eine Vorstufe zum späteren politischen Katholizismus.
Als am 5. September 1863 Erzherzogin Sophie von Österreich (Schwester König Ludwig I. und Mutter von Kaiser Franz Joseph) den Dom besuchte und mit „hohem Gefolge“ dem Hochamt beiwohnte, hielt Dompfarrer Peter Köstler in ihrer Anwesenheit die Predigt.

## Werke
- „Erzählungen aus der Bayerischen Geschichte mit besonderer Berücksichtigung der Pfalz“, Verlag Schmid, Augsburg, 2 Auflagen, 1846 und 1852, mit einem Vorwort von Domdekan Karl Borromäus Egger, Augsburg, Mitglied der Bayerischen Abgeordnetenkammer.
- „Leitfaden über die Schulerziehung“